# 阿曼重牙鯛
阿曼重牙鯛為輻鰭魚綱鱸形目鱸亞目鯛科的其中一種，分布於西印度洋的阿曼海域，棲息深度可達55公尺，體長可達30公分，棲息在沿海海域，屬肉食性。